# Pieta van Dishoeck
Pieta van Dishoeck   (Hilversum, 13 de maig de 1972) és una remadora neerlandesa, ja retirada, que va competir a finals de la dècada de 1990.
El 2000 va prendre part en els Jocs Olímpics d'Estiu de Sydney, on disputà dues proves del programa de rem.En ambdues, el doble scull i el vuit amb timoner, guanyà la medalla de plata. Després dels Jocs Olímpics, va posar punt final a la seva carrera esportiva.
En el seu palmarès també destaquen una medalla de plata i una de bronze al Campionat del món de rem.